# Glossotrophia bronellii
Glossotrophia bronellii là một loài bướm đêm trong họ Geometridae.